# På kroken
På kroken (originaltitel: Fish Hooks) är en amerikansk tecknad serie som visades på Disney Channel 2010-2014.

## Handling
Högljudda och galna Milo och nördiga, nervösa Oscar är bröder och bästa vänner med den överdrivet dramatiska Bea. De går i Sötvattenskolan tillsammans med sina udda klasskamrater, bland annat den motbjudande Musslana. Deras liv utspelar sig i de många akvarier som finns i djuraffären men deras bekymmer är av den vanliga tonårssorten – Kärlek, vänskap, dejting och såklart, jättehummerattacker. Lärarna lotsar dem igenom allt, bland annat testosteronstinna Herr Mussel och den mer akademiskt lagda Herr Baldwin.

## Rollista
| Figur          | Engelsk röst              | Svensk röst       |
| -------------- | ------------------------- | ----------------- |
| Milo           | Kyle Massey               | Nassim Al Fakir   |
| Bea            | Chelsea Kane              | Anneli Heed       |
| Oscar          | Justin Roiland            | Richard Wrede     |
| Snäck-Ann      | Kari Wahlgren             | Jennie Jahns      |
| Herr Baldwin   | Dana Snyder               | Christian Fex     |
| Bläckjamin     | John DiMaggio             | Björn Bengtsson   |
| Musslana       | Alex Hirsch               | Beata Harryson    |
| Albert Glas    | Atticus Shaffer           | Karl Nygren       |
| Jumbo Räkan    | Steven Christopher Parker | Björn Bengtsson   |
| Angälica       | Kimberley Mooney          | Josefine Götestam |
| Beas mamma     | Edie McClurg              | Jennie Jahns      |
| Beas pappa     | Noah Z. Jones             | Christian Fex     |
| Bo             | Maxwell Atoms             | Oscar Harryson    |
| Esmargot       | Rachel Dratch             | Jennie Jahns      |
| Pirannika      | Laura Ortiz               | Norea Sjöquist    |
| Rektor Präktig | Jerry Stiller             | Christian Fex     |
| Fröken Läpp    | Jennifer Coolidge         | Josefina Hylén    |
| Kapten Lax     | Richard Simmons           | Björn Bengtsson   |
| Karpa          | Rachel Dratch             | Beata Harryson    |
| Steve Mattson  | Greg Cipes                | Björn Bengtsson   |
| Herr Mussel    | Tom Lister, Jr.           | Oscar Harryson    |

### Fotnoter
1. ↑  hämtat från: hebreiskspråkiga Wikipedia.[källa från Wikidata]